# Цешин (Великопольське воєводство)
Цешин (пол. Cieszyn) — село в Польщі, у гміні Сосне Островського повіту Великопольського воєводства.
Населення — 683 особи (2011).

## Демографія
Демографічна структура станом на 31 березня 2011 року:
|          | Загалом | Допрацездатний вік | Працездатний вік | Постпрацездатний вік |
| -------- | ------- | ------------------ | ---------------- | -------------------- |
| Чоловіки | 345     | 83                 | 242              | 20                   |
| Жінки    | 338     | 91                 | 199              | 48                   |
| Разом    | 683     | 174                | 441              | 68                   |